# Serixia rufula
Serixia rufula är en skalbaggsart som beskrevs av Stefan von Breuning 1950. Serixia rufula ingår i släktet Serixia och familjen långhorningar.
Artens utbredningsområde är Sarawak. Inga underarter finns listade i Catalogue of Life.